# Praktiker
Praktiker – dawna sieć sklepów z artykułami budowlanymi założona w 1978 roku. Do listopada 2005 sieć należała do koncernu Metro AG, który po wejściu na giełdę zachował 40,5% akcji. Powstało 435 marketów Praktiker, w tym 350 w Niemczech i 24 w Polsce. W innych krajach Europy (Grecja, Turcja, Luksemburg, Ukraina, Bułgaria, Rumunia, Węgry) było ich 62.

## Działalność
Praktiker AG powstał w 1978 roku, wzrastał w przeciwieństwie do większości swoich niemieckich rywali poprzez zakupy kilku małych sieci marketów i firm materiałów budowlanych. Po zjednoczeniu Niemiec od roku 1990 doszło do ekspansji w nowych landach i innych krajach europejskich. Po wycofaniu Metro AG jako jedynego lub większościowego udziałowca w 2005/06, przedsiębiorstwo znalazło się w sytuacji kryzysu egzystencjalnego i miało przez kilka lat wysokie straty. Pomimo intensywnych wysiłków i znacznych zastrzyków finansowych próby restrukturyzacji nie powiodły się.
W lipcu 2013 roku ogłoszono upadłość. 

### W Polsce
Pierwszy sklep Praktiker w Polsce został otworzony w Jankach w 1997 roku. Spółka Baumarkt Praktiker International zajmowała się operacjami zagranicznymi Praktikera, w tym w Polsce.
Polski Praktiker w roku 2012 miał obroty w wysokości 759,2 mln zł. W tym też roku zatrudniał 358 osób i miał 24 sklepy. 7 lutego 2017 roku 6 komorników w całej Polsce dokonało zamknięcia 19 oddziałów upadającego Praktiker oraz zabezpieczania mienia. Firma popadła również w konflikt z pracownikami, nie zabezpieczając ich wynagrodzeń i odpraw. W kwietniu 2018 r. działało tylko 5 sklepów: w Gdańsku, Grudziądzu, Kielcach, Nowym Sączu i Olsztynie. 8 lokalizacji przejęło Obi – 7 w centrach handlowych M1 w Markach, Bytomiu, Czeladzi (te 3 otworzone 26 kwietnia 2018), Częstochowie, Krakowie, Łodzi i Radomiu, a także w Nowym Sączu.